# Небеж
Не́беж (укр. Небіж) — село на Украине, основано в 1843 году, находится в Хорошевском районе Житомирской области.
Население по переписи 2001 года составляет 375 человек. Почтовый индекс — 12130. Телефонный код — 4145. Занимает площадь 14,05 км².

## Адрес местного совета
12130, Житомирская область, Хорошевский р-н, с. Небеж, ул. Щорса, 1